# 中村なん
中村 なん（なかむら なん）は、日本の漫画家。男性。2018年、『いじめるヤバイ奴』でデビュー。

## 来歴

### 学生時代
小学生の頃、よく落書きを描いていたこともあり、周りから「お前、うまいなぁ」と言われたことで「自分は絵がうまいんだ」という自覚が生まれた。中学に入学してから絵を描く機会はなく、そのまま高校と大学と普通の生活をしていた。

### 漫画家として
新卒で映像関係の企業に就職する。しかし、漫画家になりたいという意思から退職する。出版社に漫画のネームを送るが返されるという日々が続いた。「マガジン」の新人漫画賞に応募した時に新人漫画賞で入賞した。
2018年に『マガジンポケット』（講談社）にて『いじめるヤバイ奴』で初連載でデビューを果たす。

## 作風
退職後、ゲーム、SNS、ニュースを見たりする生活をしていた。とある日いじめに関するニュースを見て「これは辛い」と感じるようになり、自身はいじめの経験はないが色々な人に「いじめ」について考えてもらえるきっかけになればということで『いじめるヤバイ奴』を創作するきっかけとなった。本作は、「虚しくてくだらないのはやめたほうがいい」「いつか自分に帰ってくる」ことを感じて欲しく、いじめられる側の視点の作品は多いが「暴力をふるう側も怖い」とする他と違った切り口でいじめを否定するという内容。怖いシーンを描くときはペンが進みづらいが、そのときに架空のもう1人の自分である暴力が苦にならない存在に代わってもらうとスムーズに作画ができる。害虫が出た時も、駆除の前にこれをどうやっていじめに使うか、と考えてしまう。

## 人物・逸話
- 幼い頃、冨樫義博の『HUNTER×HUNTER』が好きでその影響でバトル漫画を描いていた時期があった。とある出版社にネームを送り唯一「また持ってきてよ」と言われてしばらくバトル漫画を描いていた。その出版社向けに「ワニの顔をしてワニの能力を持った生徒が先生と戦う」というバトル漫画を描いたがボツになった[2]。
- 親に退職したことを打ち明けてなかった時があり、時々親から「仕事は順調?」という電話が来るようになり、その度に「めちゃくちゃ頑張っているよ」と伝えた。大学まで行かせてそして退職したことと「漫画家になる」と言ったら怒られるため、試行錯誤していた。しかし、退職から約3年後に親のもとに税金関係の書類が送られて来たことで「資格の勉強している」と言った。
- 新人漫画賞を入賞したことをきっかけに親に告白した。親には連載が決まっていないものの「もうすぐデビューできるから」や「連載が決まった」と言って誤魔化していた。親からは「どうせすぐに打ち切られる」と言われた[2]。
- 親に打ち明けた後も毎週のようにネームを送り続けた。そこから5ヶ月で連載が決まった[2]。
- 『いじめるヤバイ奴』の内容の過激さから周りに「頭おかしくなった?」と聞かれるようになり友人が減った[5]。

## 作品リスト

### 連載
- いじめるヤバイ奴（『マガジンポケット』、2018年8月22日号 - 2023年2月17日[6]、全19巻）